# Les Prés-de-Vaux
Les Prés-de-Vaux est un secteur de Besançon situé au sud-est de la ville, en rive doite du Doubs. Il compte au total plus de 500 habitants.

## Géographie
Le secteur est situé au sud du quartier de Bregille : coincé entre la colline de Bregille et le bord du Doubs, il va du pont SNCF à la limite avec la commune de Chalezeule.
Le secteur regroupe une centaine d'habitations, éparpillées sur les flancs nord et est de la colline de Bregille.

## Histoire
C'est à partir des années 1890 que le site accueille une grande partie des industries franc-comtoises, telles que des usines à soieries, des papeteries et plus tard, dans les années 1960, l'usine Rhodiacéta qui fabriquait des textiles destinés à la sécurité chimique. Elle fut le premier employeur de la ville avec environ 3 300 salariés en 1966. À la suite de mouvements de protestation et des grèves répétées des employés dues aux conditions de travail difficiles, l’usine est définitivement fermée en 1982. Depuis, le bâtiment est abandonné et jugé comme dangereux. 

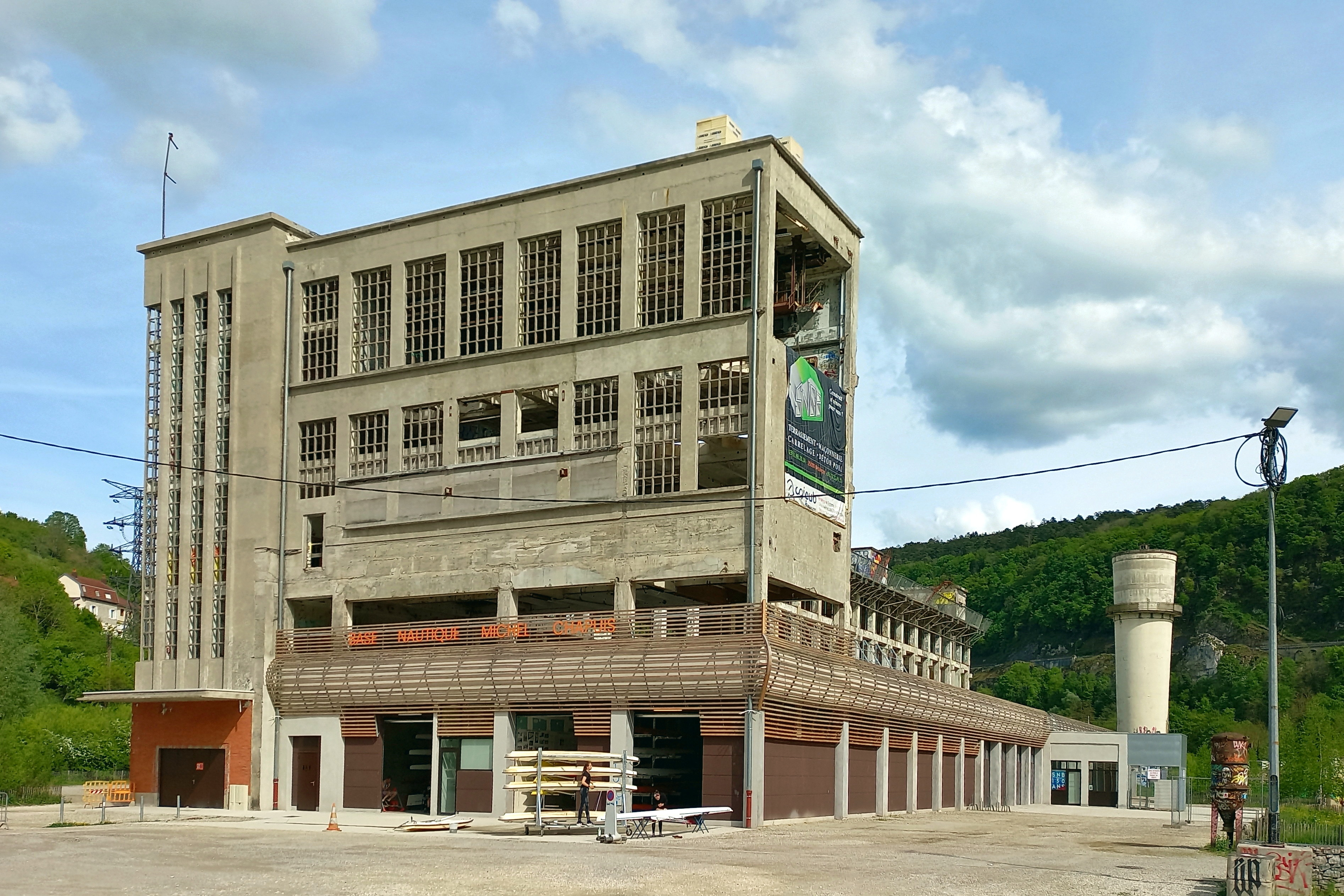
La base nautique Michel Chapuis.

Il est, aujourd'hui, en reconstruction avec la création de la "Cité des Arts" qui comporte depuis janvier 2011 un complexe musical La Rodia et la création du parc urbain des prés-de-Vaux sur le site de l'ancienne usine Rhodiaceta où l'on a conservé une partie du bâtiment baptisé la cathédrale. Son rez-de-chaussée devait être aménagé en 2022 pour accueillir le club du Sport nautique bisontin (SNB) mais les travaux ont été reportés à plusieurs reprises (notamment en raison de la présence d'une population de chauves-souris, espèce protégée, sur le site de l'ancienne usine),,.
Le déménagement a finalement lieu et la nouvelle base nautique est inaugurée le 19 octobre 2024 et porte le nom de Michel Chapuis.
Le site regroupe aussi un nouvel espace Outdoor avec le club Grand Besançon Trail Académie.

## Voirie
La route principale est le chemin des Prés-de-Vaux ainsi que l'avenue de Chardonnet.

## Transport
C'est la compagnie Ginko qui gère le transport de Besançon.
- Seule la ligne  12  dessert le quartier

## Monuments et lieux intéressants
- La Rodia : scène des musiques actuelles
- Le barrage de la Malate et sa passerelle réservée au transports doux qui permet de traverser le Doubs en reliant les Près-de-Vaux à la Malate.
- Le parc urbain des Prés de Vaux.
- La piste cyclable[8] inaugurée le 18 mai 2018 qui permet de relier les Prés-de-Vaux au village de Chalezeule.

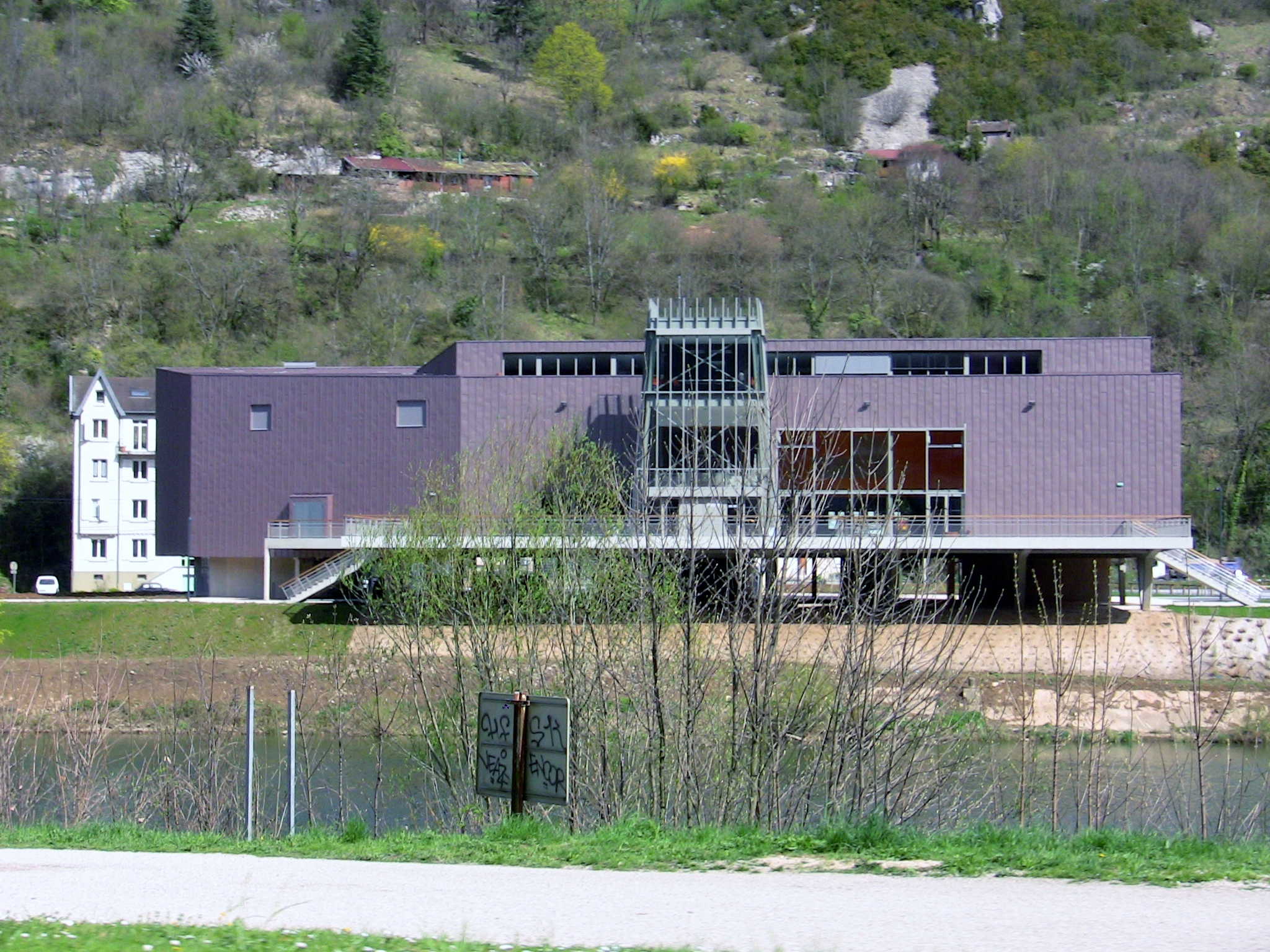
La Rodia.
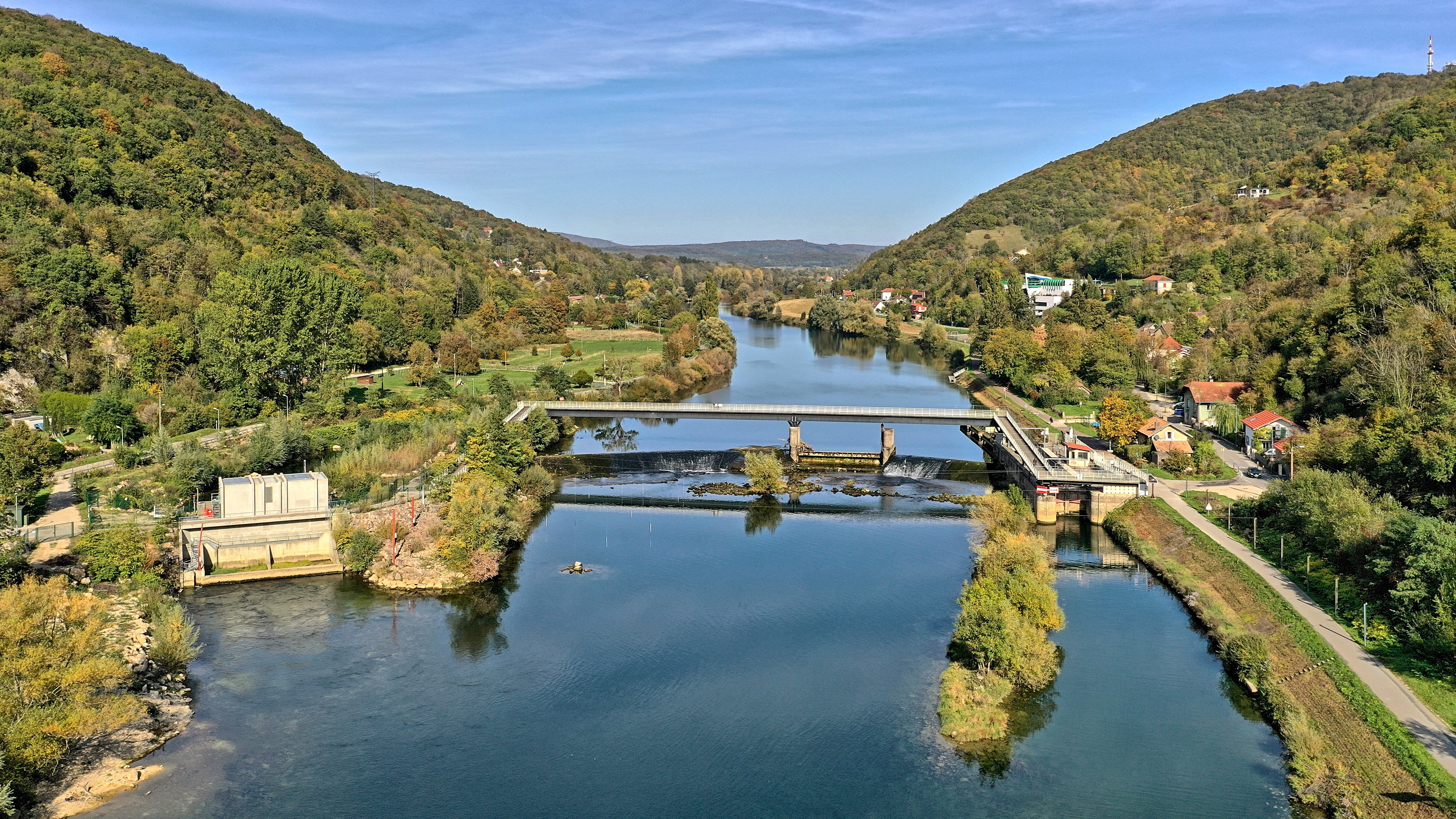
Barrage de la Malate.
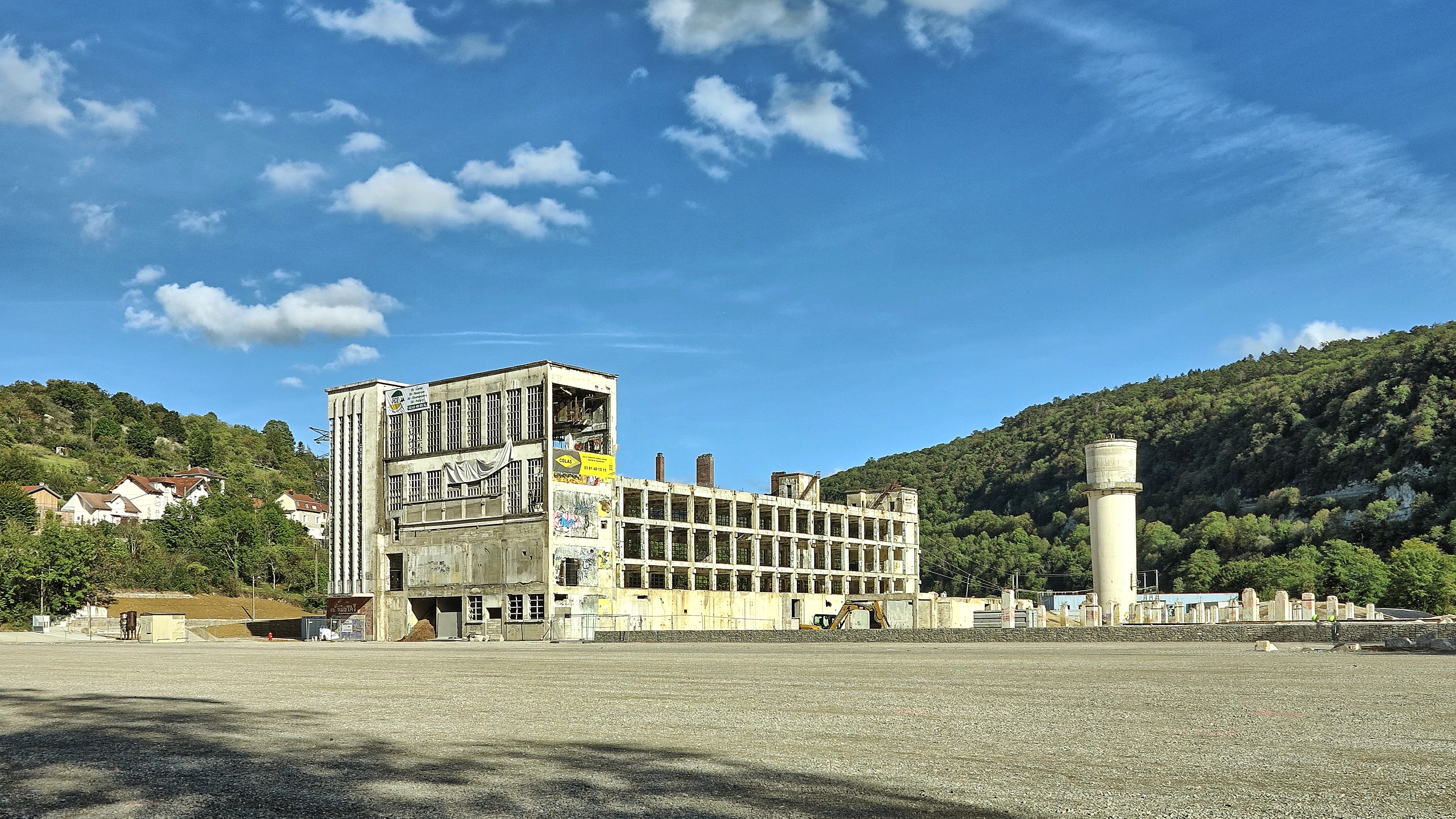
Le parc urbain avec la "cathédrale".